# Bill Bertka
William M. Bertka (nascido em 8 de agosto de 1927), é um ex-treinador da National Basketball Association (NBA) dos Los Angeles Lakers e do New Orleans Jazz e atual assistente especial de basquete. Pioneiro defensor do estudo de filmes, desenvolvimento de jogadores e de análise esportiva, Bertka passou mais de 50 anos na NBA e participou de 10 campeonatos acompanhado dos Lakers, incluindo sete como treinador.

## Vida pessoal
Bertka nasceu em Santa Barbara, Califórnia e foi criado em Akron, Ohio. Ele jogou na vizinha Buchtel Community Learning Center High e ganhou um campeonato na cidade em 1945.
Ele ingressou no Exército dos Estados Unidos após concluir o ensino médio, servindo em esforços de reconstrução de comunicações por dois anos em Salzburgo, Áustria, após o fim da Segunda Guerra Mundial. Usando o GI Bill para financiar sua educação após seu retorno da Europa, Bertka frequentou a Kent State University e jogou pelo time de basquete da Divisão I de 1949 a 1951.
Bertka e sua esposa Solveig casaram-se em 1956 e têm duas filhas: Britt e Kris, ambas casadas com jogadores da NBA.

## Carreira pré-NBA
Depois de se formar, Bertka começou uma jornada como treinador que o levou para a Costa Oeste. Ele foi treinador no ensino médio por três anos antes de passar nove anos em duas faculdades diferentes. Foi nessa época, durante um período de dois anos a partir de 1952, que Bertka jogou profissionalmente pelo Santa Maria Golden Dukes da National Industrial Basketball League, uma precursora da NBA. Em 1954, ele assumiu seu primeiro papel de treinador principal universitário no Hancock College (Santa Maria, CA), onde mais tarde levaria os Bulldogs a uma seqüência de 41 vitórias e ao campeonato estadual da faculdade comunitária em 1957. Bertka também treinou sua alma mater, Kent State, de 1957 a 1961, onde, aos 30 anos, foi um dos mais jovens treinadores universitários.

## Carreira  profissional
Bertka começou sua carreira na NBA em 1968, quando o Los Angeles Lakers seguiu a recomendação do ex-jogador da Virgínia Ocidental Rod Hundley e o contratou para observar jogadores universitários para o Draft da NBA,  tornando-o o primeiro olheiro em tempo integral na história da liga. Quando o técnico Bill Sharman assumiu o time em 1971-72, Bertka começou a trabalhar com os jogadores como assistente técnico e também acrescentou funções de olheiro avançado. No que era revolucionário na época, ele compilava vídeos sobre os próximos adversários para preparar o time. Mais tarde, esse grupo entraria em uma sequência de 33 vitórias consecutivas — ainda um recorde esportivo profissional — a caminho de um título da NBA, dando a Bertka seu primeiro anel.
Em 1974, Bertka deixou o Lakers para se tornar o primeiro gerente geral do Utah Jazz e também teve uma participação inicial na franquia por meio de sua empresa, Invest West Sports. Mais tarde, ele atuaria como assistente técnico do Jazz sob o comando de Elgin Baylor, a partir da temporada 1977-78 .
Em 1981, Pat Riley se tornou o treinador oficial do Lakers e trouxe Bertka de volta como seu primeiro assistente. Juntos, a dupla construiu o que veio a ser conhecido como a era “Showtime” dos Lakers, levando o time a sete aparições nas finais da NBA em nove temporadas e ganhando quatro títulos da NBA (1982, 1985, 1987, 1988 ). Durante esse período, Bertka e Riley criaram sua própria medida de desempenho dos jogadores – o sistema mais-menos – no que se tornou um dos primeiros prelúdios da liga para a análise moderna do basquete.
Bertka atuou duas vezes como técnico interino do Lakers. Sua primeira passagem, substituindo Randy Pfund no final da temporada 1993-94, durou dois jogos. Os Lakers ficaram em 1–1, vencendo o Dallas Mavericks por 112–109 e perdendo para o Houston Cougars por 113–107. Ele também substituiu Del Harris na temporada 1998-99, derrotando os Los Angeles Clippers por um placar de 115-100.. Aos 71 anos de idade, o período interino fez de Bertka a pessoa mais velha a treinar um jogo da NBA.
Ao longo de sua carreira, Bertka treinou alguns dos melhores jogadores da história do jogo – incluindo Wilt Chamberlain, Jerry West, Kareem Abdul-Jabbar, Earvin “Magic” Johnson, Shaquille O'Neal e Kobe Bryant, entre outros.

## Prêmios
Em julho de 2019, ele recebeu o renomado prêmio Tex Winter Lifetime Achievement Award da Associação Nacional dos de Basquete, uma homenagem que reconhece as contribuições extraordinárias de Bertka ao esporte ao longo de sua carreira, construindo um corpo de trabalho que teve um impacto positivo e poderoso na profissão de treinador da NBA.